# Liste de benzodiazépines
 (août 2015).
Si vous disposez d'ouvrages ou d'articles de référence ou si vous connaissez des sites web de qualité traitant du thème abordé ici, merci de compléter l'article en donnant les références utiles à sa vérifiabilité et en les liant à la section « Notes et références ».

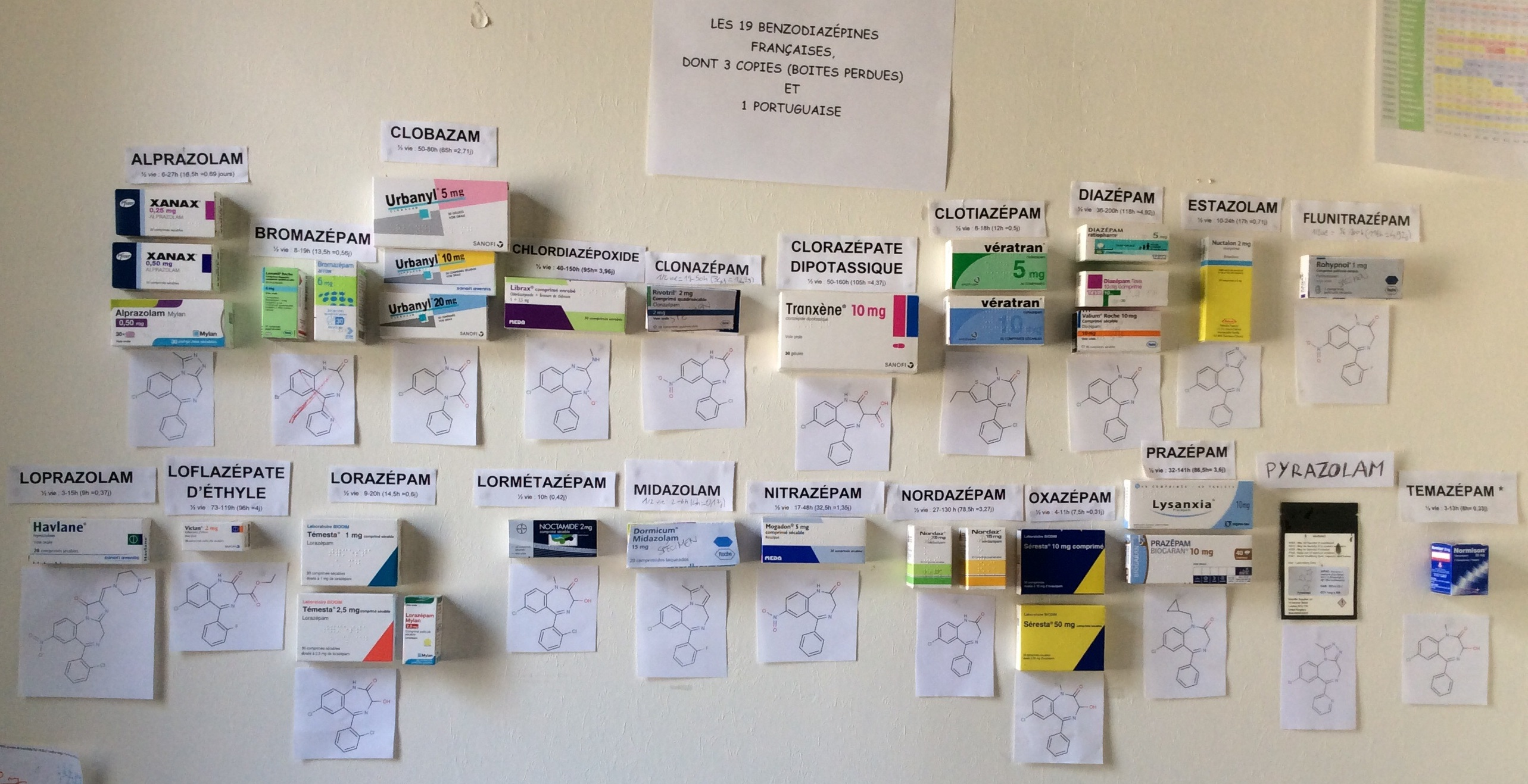
Boîtes de benzodiazépines disponibles en France.

Le tableau qui suit donne une liste de benzodiazépines.
Pour chaque molécule sont indiqués :
- la description de la molécule : en se référant au schéma d'une benzodiazépine avec ses numéros en haut de cette page, il est possible de vite visualiser la benzodiazépine ;
- la dénomination commune internationale (DCI), c'est-à-dire le nom de la molécule ;
- le pic plasmatique, c'est-à-dire la durée du début d'action, le moment où la concentration du médicament dans le plasma sanguin sera maximale ;
- la demi-vie, qui permet de les classer en trois catégories :
  - celles qui ont une demi-vie courte et qui seront utilisées comme hypnotique ou comme prémédication pour une anesthésie,
  - celles qui ont une demi-vie intermédiaire qui seront utilisées pour les personnes souffrant d'anxiété de façon régulière ou les personnes ayant un sommeil de mauvaise qualité,
  - celles qui ont une demi-vie longue, qui sont adaptées pour les mêmes cas que les benzodiazépines à demi-vie intermédiaire, mais également comme benzodiazépines de choix pour le sevrage à ces dernières. Le diazépam et le prazépam du fait de leur demi-vie longue (36-200 heures) sont particulièrement adaptés dans ce cas ;
- l'indication ou les indications principales pour chacune des benzodiazépines[1]. Pour certaines benzodiazépines, plusieurs indications sont associées, cela souligne leur caractère multifonctionnel.

Les benzodiazépines partagent toujours ces cinq propriétés dont certaines seront plus prononcées selon la benzodiazépine : anxiolytique, hypnotique, anticonvulsivant, myorelaxant, amnésiant ;
- l'équivalence[1], c'est-à-dire le dosage correspondant d'une benzodiazépine à une autre est très utile pour comparer les benzodiazépines entre elles. L'équivalence de référence[réf. nécessaire] est « 10 milligrammes de diazépam » ;

Les benzodiazépines commercialisées en France apparaissent en surbrillance et en caractère gras.
| BZD                                     | Pic plasmatique (début d'action) | Demi-vie (moyenne) | Indication principale | Équivalence (= 10 mg de diazépam)                       | Dose maximale par jour | Date de la première AMM,                                                                                          |
| --------------------------------------- | -------------------------------- | --- | --- | ------------------------------------------------------- | ---------------------- | --- |
| Adinazolam                              | Rapide                           | 3 heures (=0,12 j) | Anxiolytique, volonté d'améliorer les effets antidépresseurs de l'alprazolam. Antidépresseur                                                                                | 20-90 mg                                                | 90 mg                  | Non commercialisée                                                                                                |
| Alprazolam                              | Rapide                           | 10-20 heures (15 heures=0,62 j) | Anxiolytique, utile associé à un traitement antidépresseur. Antidépresseur                                                                                                  | 0,5 mg                                                  | 4 mg                   | 1982 |
| Bentazépam                              | Rapide                           | 2-4 heures (3 heures=0,12 j) | Anxiolytique | 25 mg                                                   | ?                      | Non commercialisée                                                                                                |
| Bromazépam                              | Moyen                            | 20-40 heures (30 heures=1,25 j) Métabolite actif pris en compte : 3-hydroxybromazépam                                                                             | Anxiolytique, Hypnotique, Amnésiant | 6 mg                                                    | 18 mg                  | 1974 |
| 3-hydroxybromazépam                     | moyenne                          | 10-20 heures (15 heures=0,625 j) | Anxiolytique | 6 mg ou moins Métabolite actif du bromazépam            |                        | |
| Brotizolam                              | Rapide                           | 2,6-6,9 heures (4,75 heures=0,20 j) | Hypnotique | 0,5 mg                                                  | 0,5 mg                 | Non commercialisée                                                                                                |
| Bromazolam                              |                                  | | anxiolytique | 2 mg                                                    |                        | recherche scientifique                                                                                            |
| Camazépam                               | Rapide                           | 6,4-10,5 heures (8,45 heures=0,35 j) | Hypnotique | 10 mg                                                   | 30 mg                  | Non commercialisée                                                                                                |
| Carburazépam                            | Longue                           | 60-200 heures (130 heures=5,42 j) 2 métabolites actifs pris en compte : nordazépam et oxazépam. La demi-vie du diazépam est de 32-47 heures (39,5 heures=1,65 j). | Anxiolytique |                                                         |                        | Non commercialisée                                                                                                |
| Carfluzépate d'éthyle (en)              | Moyen                            | 11-24 heures (17,5 heures=0,73 j) | Hypnotique | 2 mg                                                    | ?                      | Non commercialisée                                                                                                |
| Chlordiazépoxide                        | Moyen                            | 36-200 heures (118 heures=4,92 j) Métabolites actifs pris en compte : desméthylchlordiazépoxide, demoxépam, nordazépam et oxazépam                                | Anxiolytique Traitement du sevrage alcoolique. Non remboursé par l'assurance maladie.                                                                                       | 25 mg                                                   | 40 mg                  | ? |
| Cinazépam (en)                          |                                  | Lent | 60 heures (=2,5 j) | Hypnotique                                              | ?                      | Non commercialisée                                                                                                |
| Cinolazépam                             | Rapide                           | 9 heures (=0,37 j) Métabolites actifs pris en compte : ? | Hypnotique | 40 mg                                                   | ?                      | Non commercialisée                                                                                                |
| Climazolam (en)                         | Rapide                           | courte | Hypnotique | environ 30 mg                                           |                        | Non commercialisée                                                                                                |
| Clobazam                                | Moyen                            | 8-60 heures (34 heures=1,42 j) Métabolite actif majeur pris en compte : N-desméthylclobazam                                                                       | Anxiolytique, Anticonvulsivant | 20 mg                                                   | 60 mg                  | 1974 |
| Clonazépam                              | Moyen                            | 19,5-50 heures (34,75 heures=1,45 j) Métabolites actifs pris en compte : aucun                                                                                    | Anticonvulsivant, Classé comme assimilé stupéfiant en septembre 2011 et prescription réservée aux neurologues et aux pédiatres en janvier 2012.                             | 1 mg                                                    | 4 mg                   | 1973 |
| Clonazolam                              | Rapide                           | Probablement rapide | Anticonvulsivant | 0,5 mg                                                  | ?                      | Commercialisée pour la recherche scientifique                                                                     |
| Clorazépate Dipotassique                | Moyen                            | 32-152 heures (92 heures=3,83 j) Deux métabolites actifs majeurs pris en compte : nordazépam et oxazépam                                                          | Anxiolytique, Hypnotique Classé comme assimilé stupéfiant à partir de 20 mg                                                                                                 | 15 mg                                                   | 90 mg                  | 1974 |
| Clotiazépam                             | Moyen à rapide                   | 4 heures (=0,17 j) | Anxiolytique | 10 mg                                                   | 30 mg                  | 1982 |
| Cloxazolam                              | Lent                             | 80-105 heures (92,5 heures=3,85 j) 2 métabolites actifs majeurs pris en compte : délorazepam, ou chlordesméthyldiazépam, et lorazépam                             | Anxiolytique Anticonvulsivant | 1 mg                                                    | 4 mg                   | Non commercialisée                                                                                                |
| Cyprazépam (en)                         | inconnu                          | probablement courte | Hypnotique |                                                         |                        | Non commercialisée                                                                                                |
| Démoxépam (en)                          | moyenne                          | longue métabolite du chlordiazépoxide | Anticonvulsivant | plus de 50 mg                                           |                        | Non commercialisée                                                                                                |
| Délorazépam                             | Rapide                           | 80-105 heures (92,5 heures=3,85 j) 1 métabolite actif majeur pris en compte : Lorazépam                                                                           | Anxiolytique, Amnésiant, Myorelaxant, Hypnotique | 1,5 mg                                                  | ?                      | Non commercialisée                                                                                                |
| Diazépam                                | Moyen à rapide                   | 80-160 heures (120 heures=5,00 j) 2 métabolites actifs pris en compte : nordazépam et oxazépam. La demi-vie du diazépam est de 32-47 heures (39,5 heures=1,65 j). | Anxiolytique, Hypnotique, Myorelaxant, Anticonvulsivant | 10 mg                                                   | 40 mg                  | 1973 |
| Diclazépam                              | Moyen                            | 42 heures (=1,75 j) 3 métabolites actifs pris en compte : délorazépam, lorazépam et lormétazépam                                                                  | Anxiolytique, Amnésiant | 0,5-1 mg                                                | 2 mg                   | Commercialisée pour la recherche scientifique                                                                     |
| Doxefazépam (en)                        | probablement rapide              | probablement courte | Hypnotic | 5-10 mg                                                 |                        | Non commercialisée                                                                                                |
| Elfazépam (en)                          | inconnu                          | inconnu | Anxiolytique, Stimulation de l'appétit |                                                         |                        | Non commercialisée                                                                                                |
| Estazolam                               | Moyen                            | 10-31 heures (20,5 heures=0,85 j) | Anxiolytique et Hypnotique (officiellement) Antidépresseur | 2 mg                                                    | 3                      | 1977 |
| Étizolam                                | Rapide                           | 3-6 heures (4,5 heures=0,19 j) | Anxiolytique, amnésiant, hypnotique, myorelaxant Antidépresseur | 0,5-1 mg                                                | 2 mg                   | Recherche scientifique                                                                                            |
| Flualprazolam                           |                                  | | anxiolytique,hypnotique, antidépresseur | 1 mg                                                    |                        | recherche scientifique                                                                                            |
| Flubromazépam                           | Moyen                            | Plus de 100 heures (plus de 4 jours) | Anxiolytique, Hypnotique, Myorelaxant | 3 mg                                                    | 8 mg                   | Commercialisée pour la recherche scientifique                                                                     |
| Flubromazolam                           | Rapide                           | Rapide | Anxiolytique | ?                                                       | ?                      | Commercialisée pour la recherche scientifique                                                                     |
| Fluclotizolam                           | Rapide                           | Probablement courte | Hypnotique | 0,25-0,5 mg                                             |                        | recherche scientifique                                                                                            |
| Fludiazépam                             | Rapide                           | 23-48 heures (35,5 heures=1,48 j) | Hypnotique | 0,25 mg                                                 | ?                      | Non commercialisée                                                                                                |
| Flumazénil Antidote des benzodiazépines | Très rapide                      | Très rapide | Antagoniste compétitif des récepteurs des benzodiazépines (antidote) | Utilisé pour neutraliser les effets des benzodiazépines | ?                      | Usage hospitalier                                                                                                 |
| Flunitrazépam                           | Rapide                           | 36-200 heures (118 heures=4,92 j) 1 métabolite actif majeur pris en compte : 7-aminoflunitrazépam                                                                 | Hypnotique, Anxiolytique, Amnésiant | 1,5 mg                                                  | 2 mg                   | 1973. Retiré de la vente depuis 2013 (fin avril pour le modèle hospitalier et fin septembre pour le modèle ville) |
| Flunitrazolam                           | Rapide                           | Probablement courte | Hypnotique, Anxiolytique, Amnésiant | 0,25 mg                                                 |                        | recherche scientifique                                                                                            |
| Flurazépam                              | Moyen à rapide                   | 40-250 heures (145 heures=6,04 j) | Hypnotique | 20-25 mg                                                | 30 mg                  | Non commercialisée                                                                                                |
| Flutoprazépam (en)                      | Rapide                           | 60-90 heures (75 heures=3,12 j) Métabolites actifs pris en compte : aucun                                                                                         | Hypnotique, Anticonvulsivant | 2-3 mg                                                  | ?                      | Non commercialisée                                                                                                |
| Halazépam                               | Moyen                            | 30-100 heures (65 heures=2,71 j) | Anxiolytique | 30 mg                                                   | 160 mg                 | Non commercialisée                                                                                                |
| Kétazolam                               | Normal                           | 36-200 heures (118 heures=4,92 j) 3 métabolites actifs pris en compte : diazépam, nordazépam et N-méthylkétazolam                                                 | Anxiolytique | 15-30 mg                                                | 60 mg                  | Non commercialisée                                                                                                |
| Loflazépate d'éthyle                    | Très lent                        | 73-119 heures (96 heures=4 j) 3 métabolites actifs pris en compte : descarboxéthyloflazépate, Loflazépate et 3-hydroxydescarbéthoxyloflazépate                    | Anxiolytique | 4 mg                                                    | 6 mg                   | 1980 |
| Loprazolam                              | Lent                             | 3,3-14,8 heures (9,05 heures=0,38 j) | Hypnotique | 1,5 mg                                                  | 2 mg                   | 1981 |
| Lorazépam                               | Moyen à lent                     | 9,5-20 heures (14,75 heures=0,61 j) Métabolites actifs : aucun | Anxiolytique, Amnésiant, Myorelaxant, Hypnotique | 1,5 mg                                                  | 7,5 mg                 | 1977 |
| Lormétazépam                            | Rapide                           | 10 heures (=0,42 j) 1 métabolite actif : lorazépam | Hypnotique | 1,4 mg                                                  | 2 mg                   | 1987 |
| Médazépam                               | Rapide                           | 36-205 heures (120,5 heures=5,02 j) 3 métabolites actif : diazépam, nordazépam et oxazépam                                                                        | Anxiolytique | 10 mg                                                   | 40 mg                  | Non commercialisée                                                                                                |
| Midazolam                               | Très rapide                      | 1,5-2,5 heures (2 heures=0,08 j) | Hypnotique, Anticonvulsivant, Anxiolytique, Myorelaxant Disponible sous forme de solution buccale pour les enfants âgés de 3 mois à 18 ans uniquement. Assimilé stupéfiant. | 10 mg                                                   | 30 mg                  | 1986 |
| Nifoxipam                               | Rapide                           | Probablement courte | Hypnotique | 2 mg                                                    | ?                      | Commercialisée pour la recherche scientifique                                                                     |
| Nimétazepam                             | Moyen à rapide                   | 14-30 heures (22 heures=0,92 j) | Hypnotique | 2,5-5 mg                                                | ?                      | Non commercialisée                                                                                                |
| Nitrazépam                              | Moyen                            | 17-48 heures (32,5 heures=1,35 j) | Hypnotique | 5 mg                                                    | 5 mg                   | 1965 |
| Nordazépam                              | Moyen                            | 30-150 heures (90 heures=3,75 j) Métabolite actif du Diazépam, du Clorazépate, du Prazépam, du Chlordiazépoxide, du Medazépam et du Pinazépam                     | Anxiolytique | 10-15 mg                                                | 30 mg                  | 1984 |
| Norflurazepam                           | Moyen                            | 40-250 heures (moyenne 75 heures) | Anxiolytique, hypnotique | 5 mg                                                    | 25 mg                  | recherche scientifique                                                                                            |
| Oxazépam                                | Lent                             | 4-11 heures (7,5 heures=0,31 j) | Anxiolytique, associé à un traitement antidépresseur (forme à 10 mg), sevrage alcoolique (forme à 50 mg).                                                                   | 25-30 mg                                                | 150 mg                 | 1968 |
| Oxazolam (en)                           | Normal                           | 36-200 heures (118 heures=4,92 j) | Anxiolytique. | ?                                                       | ?                      | Non commercialisée                                                                                                |
| Phénazépam                              | Moyen                            | 60 heures (=2,5 j) | Anxiolytique Anticonvulsivant | 1 mg                                                    | ?                      | Non commercialisée                                                                                                |
| Pinazépam                               | Moyen                            | 40-100 heures (70 heures=2,92 j) | Anxiolytique | 20 mg                                                   | ?                      | Non commercialisée                                                                                                |
| Prazépam                                | Lent                             | 31,3-151,3 heures (91,3 heures=3,80 j) deux métabolites actifs : nordazépam et oxazépam                                                                           | Anxiolytique | 15-20 mg                                                | 60 mg                  | 1975 |
| Prémazépam (en)                         | Moyen à rapide                   | 10-13 heures (11,5 heures=0,48 j) Métabolites actifs pris en compte : aucun                                                                                       | Anxiolytique | 15 mg                                                   | ?                      | Non commercialisée                                                                                                |
| Pyrazolam                               | Rapide                           | 16-18 heures (17 heures=0,71 j) | Anxiolytique, Amnésiant, Hypnotique | 0,5-1 mg                                                | 2 mg                   | Commercialisée pour la recherche scientifique                                                                     |
| Quazépam                                | Rapide                           | 39-120 heures (79,5 heures=3,31 j) | Hypnotique | 5-15 mg                                                 | 15 mg                  | Non commercialisée                                                                                                |
| Témazépam                               | Moyen à rapide                   | 3-13 heures (8 heures=0,33 j) un métabolite actif : oxazépam | Hypnotique, Anxiolytique | 15-20 mg                                                | 30 mg                  | 1981 |
| Tétrazépam                              | Moyen                            | 10-25 heures (17,5 heures=0,73 j) | Myorelaxant | 100 mg                                                  | 150-800 mg (rare)      | 1974. Retiré de la vente[Où ?] depuis 2013                                                                        |
| Thiénalprazolam                         | Rapide                           | 5-30 heures (17,5 heures=0,73 j) | Anxiolytique | 4 mg                                                    | 12 mg                  | Commercialisée pour la recherche scientifique                                                                     |
| Triazolam                               | Rapide                           | 2 heures (=0,08 j) Métabolite actif majeur pris en compte : aucun                                                                                                 | Hypnotique | 0,5 mg                                                  | 0,5 mg                 | 16 juillet 1985. Retiré de la vente depuis mai 2005                                                               |